# Gringo (Pensilvania)
Gringo es un área no incorporada ubicada en el condado de Beaver en el estado estadounidense de Pensilvania. Gringo se encuentra ubicada dentro del municipio de Hopewell.

## Geografía
Gringo se encuentra ubicada en las coordenadas 40°33′50″N 80°16′17″O / 40.56389, -80.27139.